# Coca-Cola Europacific Partners
Coca-Cola Europacific Partners — бутилирующая компания системы Coca-Cola, работающая в 29 странах западной Европы и Азиатско-Тихоокеанского региона. Штаб-квартира компании расположена в Аксбридже (боро Лондона Хиллингдон, Великобритания).
Компания была образована в 2021 году в результате слияния британской компании Coca-Cola European Partners и австралийской Coca-Cola Amatil.

## История
В 1904 году в Австралии была основана табачная компания British Tobacco (Australia), в 1964 году она приобрела права бутилировать «Кока-колу» в Австралии. В 1970 году акции British Tobacco были размещены на Австралийской фондовой бирже, в 1973 году компания сменила название на Allied Manufacturing and Trade Industries Limited, которое через 4 года было сокращено до AMATIL Limited. В 1980-х годах компания расширила свои операции по разливу «Кока-колы» в ряд стран Европы, а также в Южную Корею, Филиппины и Индонезию; позже, однако, все зарубежные филиалы, кроме индонезийского, были проданы. После пика продаж в 2012 году AMATIL начала терять позиции и к 2020 году стала одной из самых проблемных компаний в системе Coca-Cola.
Первые заводы Coca-Cola в Европе открылись в 1919 году в Париже и Бордо. В 1920-х годах присутствие в Европе было расширено: в Испании были подписаны контракты с 23 бутилирующими компаниями, поставки напитков в Бельгию начались в 1927 году, а в Германию — в 1929 году, в 1931 году был открыт завод в Нидерландах. После перерыва в годы Второй мировой войны экспансия Coca-Cola в Европу возобновилась, главным центром вновь стала Испания, в 1953 году было подписано соглашение с семьёй Даурелла об открытии завода в Барселоне, за ним последовали заводы в Валенсии, Мадриде, Тенерифе, Пальма-де-Мальорка и Бильбао. В 1970-х годах были открыты заводы в ряде городов Португалии. В 1986 году несколько бутилирующих компаний были объединены в Coca-Cola Enterprises, которая в 1993 году приобрела нидерландские заводы, в 1996 году — заводы в Бельгии, Франции и Великобритании, в 1998 году — в Люксембурге, в 1999 году — в Монако. В 1990 году была создана компания Coca-Cola Erfrischungsgetränke GmbH для разлива «Кока-колы» на территории бывшей ГДР, к 2007 году она поглотила все бутилирующие заводы в Германии. В 2013 году испанские и португальские заводы были объединены в компанию Coca-Cola Iberian Partners; в 2016 году к этому партнерства примкнули Coca-Cola Enterprises и Coca-Cola Erfrischungsgetränke, образовав Coca-Cola European Partners. В 2019 году акции Coca-Cola European Partners начали котироваться на Лондонской фондовой бирже. В 2021 году была поглощена Coca-Cola Amatil, в результате образовалась Coca-Cola Europacific Partners.

## Собственники и руководство
The Coca-Cola Company принадлежит 19 % акций компании. Крупнейшим акционером является компания Olive Partners S.A., зарегистрированная в 2015 году в Мадриде, она, в свою очередь, является частью Cobega Group, группой компаний семьи Даурелла. Остальные 45 % акций котируются на 4 биржах: Лондонской, Мадридской, Амстердамской и Nasdaq.
- Соль Даурелла (Sol Daurella, род. в 1966 году) — председатель совета директоров, ей принадлежит 7 % акций компании. Также член совета директоров Grupo Santander[8][9].
- Дамиан Гамелл (Damian Gammell) — генеральный директор, в системе Coca-Cola работал с 1991 по 2010 год и с 2015 года, в перерыве (с 2010 по 2015 годы — в пивоваренной компании Anadolu Efes)[10].

## Деятельность
Подразделения по состоянию на 2022 год:
- API — Австралия, Новая Зеландия, Индонезия, Папуа — Новая Гвинея и Океания; выручка 3,79 млрд евро, 38 заводов, 11,5 тыс. сотрудников;
- Франция и Монако — выручка 2,09 млрд евро, 5 заводов, 2,5 тыс. сотрудников;
- Германия — выручка 2,68 млрд евро, 16 заводов, 6,6 тыс. сотрудников;
- Великобритания — выручка 3,09 млрд евро, 5 заводов, 3,3 тыс. сотрудников;
- Иберия — Испания, Португалия и Андорра; выручка 3,03 млрд евро, 11 заводов, 3,9 тыс. сотрудников;
- Северная Европа — Бельгия, Люксембург, Нидерланды, Норвегия, Швеция и Исландия; выручка 2,64 млрд евро, 8 заводов, 4,3 тыс. сотрудников.

Категории продукции:
- Coca-Cola — 60 % выручки,
- Fanta, Sprite, энергетические напитки — 26 %,
- негазированная вода — 8 %,
- готовые чай и кофе, соки, слабоалкогольные напитки — 7 %.